# Via Giuoco del Pallone
Via Giuoco del Pallone, a Ferrara, inizia dall'incrocio con via Carlo Mayr e arriva sino a via delle Scienze, vicino alla biblioteca comunale Ariostea.

## Storia

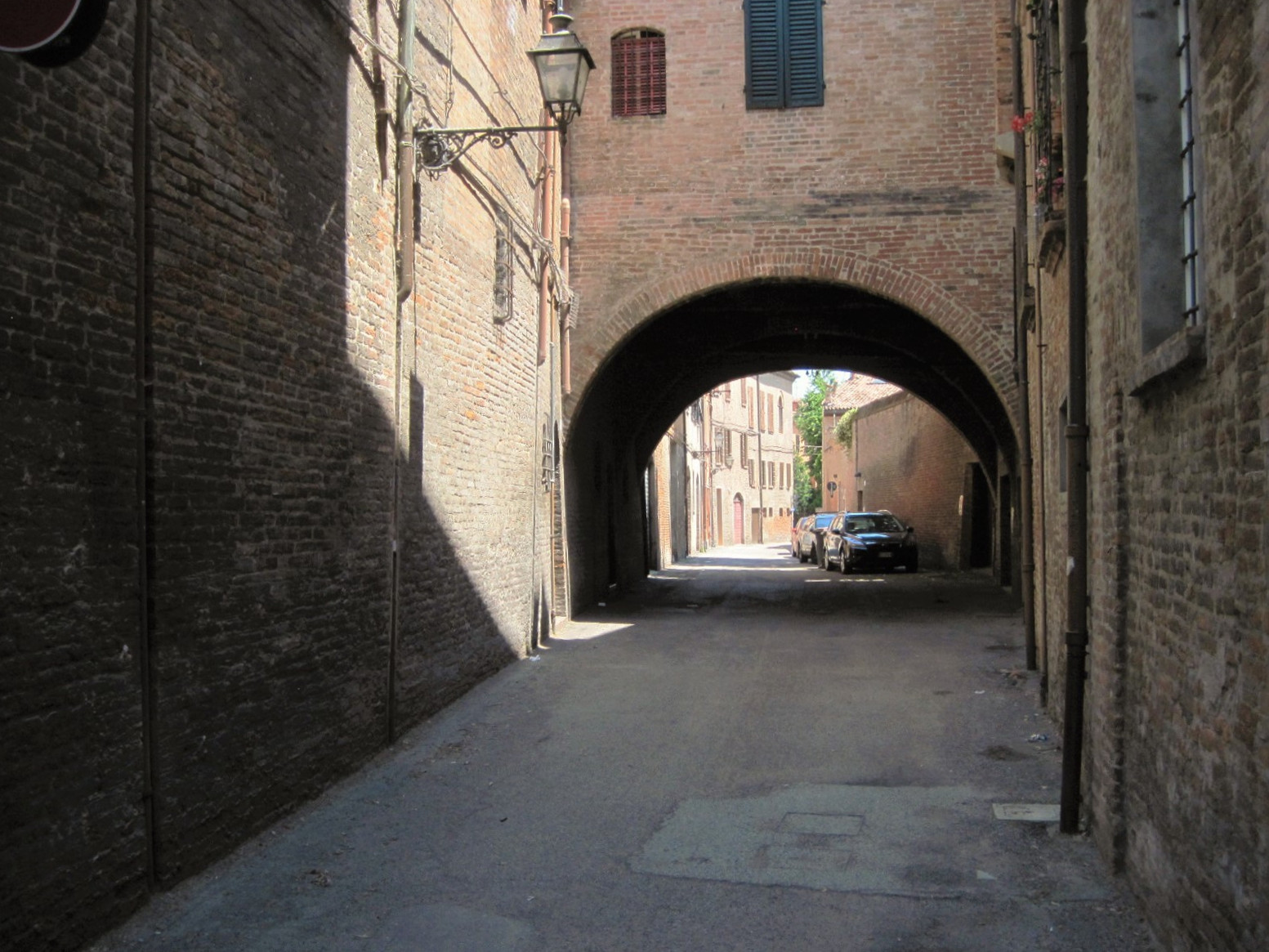
Il volto in vicolo del Granchio.

In questa via si trovano le case Ariosti (o Ariosto), unite tra loro da un volto su vicolo del Granchio. 
In una di queste, di proprietà di Brunoro Ariosto, zio del poeta, abitò lo stesso Ludovico Ariosto, e nell'altra il capitano Nicolò, padre del poeta.
Nella via era presente sin dal IX secolo la chiesa, demolita nel 1754, dedicata a Santa Maria delle Bocche, costruita su una fossa della città antica.
Fino al 1476, il giorno di san Giorgio, era tradizione che le ragazze si affrontassero in una gara di corsa che partiva dalla chiesa di Santa Maria delle Bocche ed arrivava alle porte di via Gusmaria.
Sempre su questa via a lungo vi è stato l'ingresso principale di palazzo Paradiso, che fu anche sede dello Studium e in seguito Biblioteca comunale Ariostea.

### Origini del nome
Viene dedicata al giuoco del pallone perché usata dai giovani a tale scopo sulla pubblica via o in spazi vicini. Si hanno notizie di giochi della palla o del pallone sin dal 1571 nel cortile di palazzo Paradiso, che fu sede dell'Università e poi della biblioteca comunale. In quel periodo si giocava pure a pallamaglio, più pericolosa come pratica, sino a quando questi giochi vennero vietati ovunque in città tranne che nella via degli Angeli o in piazza Nuova. Anticamente venne chiamata "strada di Santa Maria delle Bocche" dal nome della chiesa che vi sorgeva, sino al XVIII secolo. Un altro nome col quale fu conosciuta è "strada di San Clemente", perché nella via si trovava un'altra chiesa poi distrutta, la chiesa parrocchiale di San Clemente.

## Luoghi d'interesse

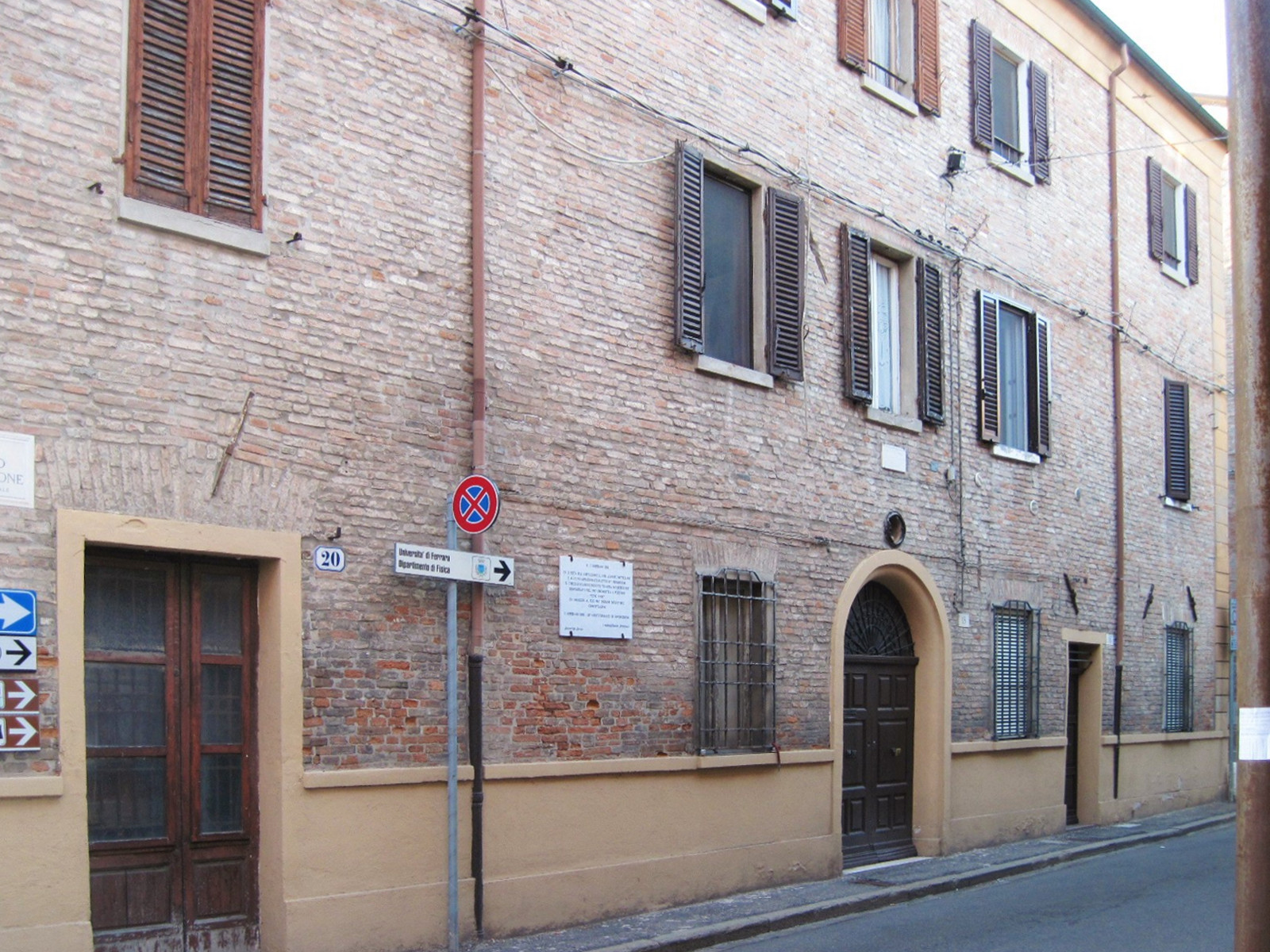
Casa di Adolfo Nottolini, fondatore dell'Orchestra a plettro Gino Neri di Ferrara.

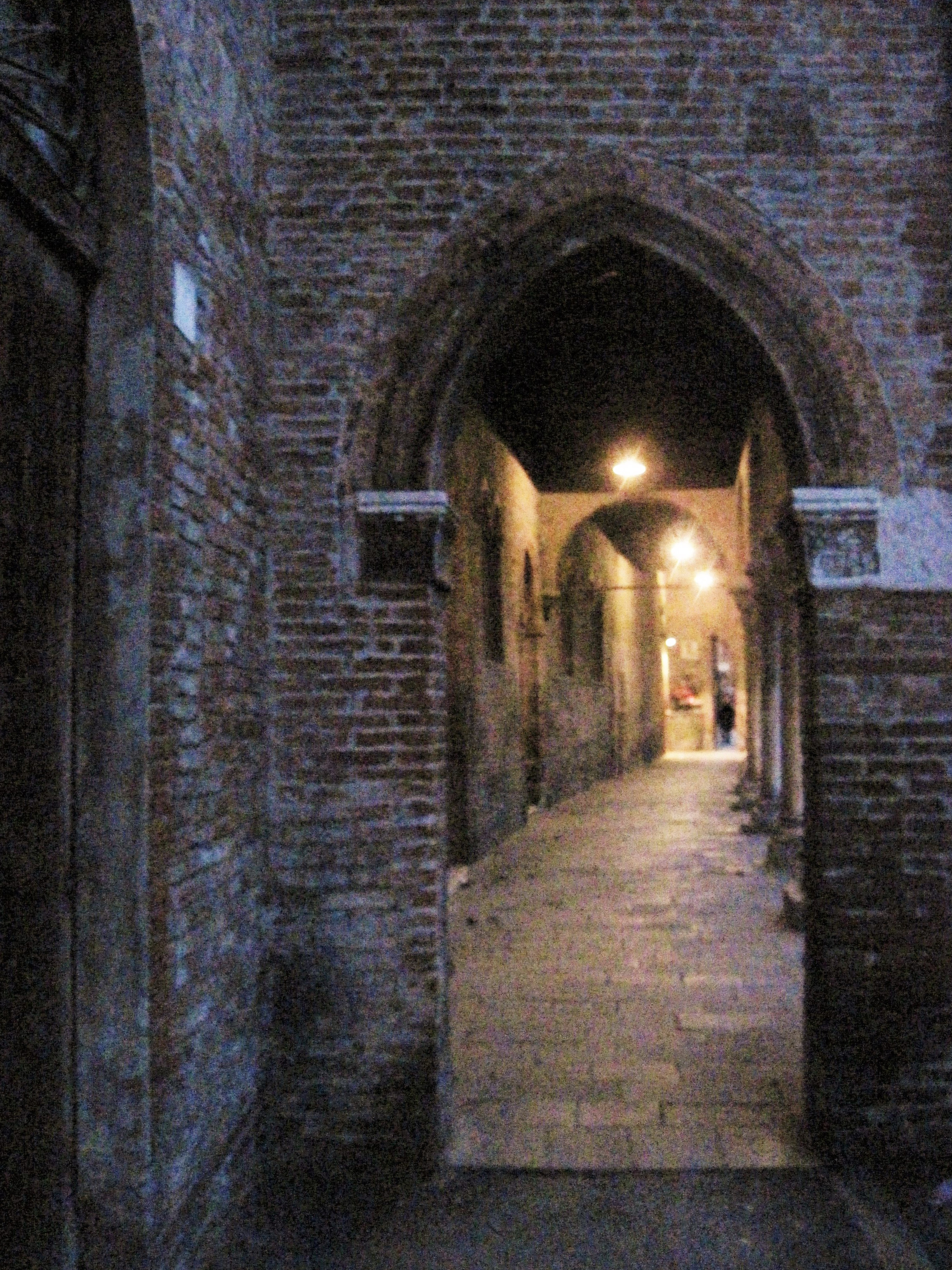
Portici di Casa Minerbi.

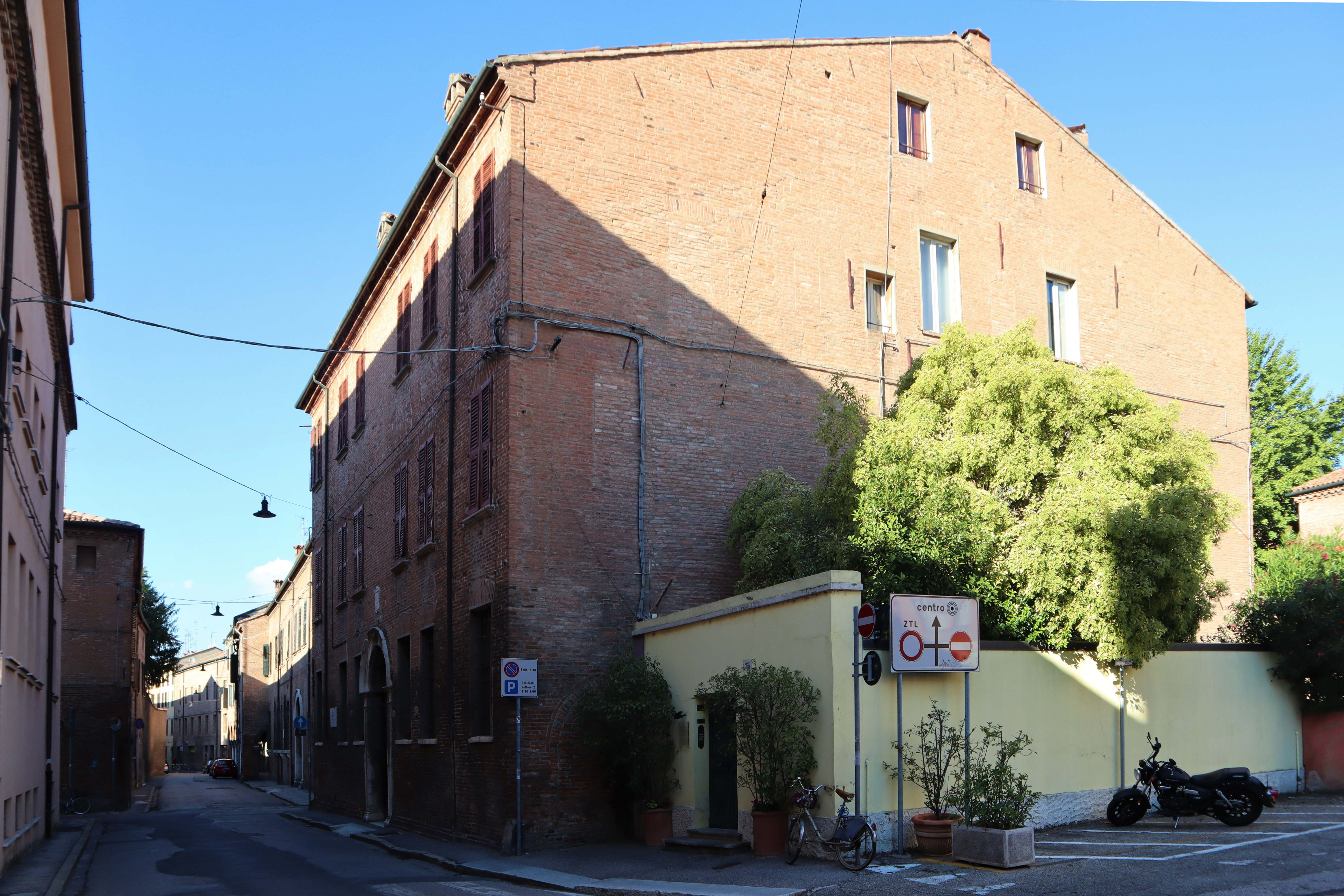
Case Ariosti con ingresso della Fondazione Elisabetta Sgarbi.

- All'inizio della via, all'angolo con Carlo Mayr, si trova la casa che fu di Adolfo Nottolini. Il 7 febbraio del 1898 nelle sue stanze venne fondato il Circolo Mandolinistico Ferrarese, che poi fu Circolo Mandolinistico Regina Margherita per diventare infine il 13 febbraio del 1947 Orchestra a plettro Gino Neri.[3][4]
- Ai civici 15 e 17 si trova Casa Minerbi-Del Sale, pregevole edificio di origine medievale con l'importante salone delle Allegorie delle Virtù e dei Vizi e i Mesi, ed un salone degli stemmi. Il ciclo pittorico trecentesco delle Allegorie è il più importante della città e tra i più famosi dell'Italia settentrionale. Appartiene al Comune di Ferrara.[5][6]
- Al civico 31 si trova l’edificio quattrocentesco che fu la casa di Brunoro Ariosti, zio di Ludovico Ariosto, che fu anche dimora del poeta. Qui Ludovico scrisse ampi brani della prima versione dell’Orlando Furioso (edita nel 1516). Quattro appartamenti sono diventati proprietà della Fondazione Elisabetta Sgarbi.[7] All’interno del palazzo, coperti da un controsoffitto, sono stati scoperti durante lavori di restauro affreschi cinquecenteschi, opera forse di Marcello Fogolino.